# 湯姆·芬內爾·卡萊爾
湯姆·芬內爾·卡萊爾（英語：Tom Ffennell Carlisle，1871年2月—1941年），英國外交官，曾任英國駐法屬印度支那領事和英國駐路易斯安那總領事。

## 生平
1871年2月，湯姆·芬內爾·卡萊爾出生于英国北安普顿郡克勞頓，父亲托馬斯·卡萊爾是一位軍官，母親夏洛特是威廉·喬舒亞·芬內爾之女。
卡萊爾起初是遠東的一名見習翻譯員。1904年3月1日，卡萊爾被任命爲英國駐法屬印度支那領事，駐地河內。1912年4月1日，遷往西貢。
1917年卡萊爾出任英國駐路易斯安那總領事，管轄範圍爲阿拉巴馬州、佛羅里達州、路易斯安那州和密西西比州。
1941年，卡萊爾在英國薩里郡逝世。